# ایپوس (برند)
ایپوس (انگلیسی: Epos) شرکت ساعت‌سازی سوئیسی است، که در سال ۱۹۸۳ تأسیس شد.